# 연안로
연안로(Yeonan-ro)는 부산광역시 연제구 연산동 토곡사거리 에서 동래구 안락동 안락뜨란채삼거리 까지 이어주는 도로이다.

## 주요 경유지
부산광역시
- 연제구 (연산동) - 동래구 (안락동)

## 노선
| 이름             | 접속 노선                        | 소재지        | 소재지        | 비고          |
| 과정로와 직결    | 과정로와 직결                    | 과정로와 직결 | 과정로와 직결 | 과정로와 직결 |
| ---------------- | -------------------------------- | ------------- | ------------- | ------------- |
| 토곡사거리       | 부산광역시도 제79호선 (좌수영로) | 부산광역시    | 연제구        |               |
| 안락교           |                                  | 부산광역시    | 연제구        |               |
|                  | 동래구                           | 부산광역시    |               |               |
| 안락교오거리     | 안남로 온천천로                  | 부산광역시    |               |               |
| 안락뜨란채삼거리 | 충렬대로                         | 부산광역시    |               |               |

## 주요 건물 및 시설
- 부산연산토곡 우편취급국 (연안로 12/연산동 463-17)
- SK에너지 연안로주유소 (연안로 20/연산동 458-2)
- 안남초등학교 (연안로 46/안락동 175-16)
- 세븐일레븐 부산안락중앙점 (연안로 49/안락동 152-111)
- 컴포즈커피 안락뜨란채점 (연안로 51/안락동 151-70)